# 에곤 슐츠
에곤 슐츠(독일어: Egon Schultz, 1943년 1월 4일 ~ 1964년 10월 5일)는 베를린 장벽에서 사망한 52번째 사람이 된 동독 국경 부대의 독일인 병장이었다. "터널 57"의 발견에 반응하는 동안 슐츠는 터널 안에서 총격전을 벌이던 중 사망했다. 슐츠는 그를 기리기 위해 수백 개의 기념비와 학교들이 명명되면서 동독에서 국가적인 영웅이 되었다. 그의 죽음은 동독과 서독 모두에서 대중적인 센세이션을 일으켰다. 독일의 재통일과 슐츠가 우호적인 사격의 결과로 실제로 사망했다는 보도 이후 비록 2004년 베를린의 슈트렐리처 슈트라세 55에 있는 그의 사망 장소에 새로운 기념패가 세워졌지만, 슐츠에 대한 기념비들 중 많은 것들이 철거되었다.

## 같이 보기
- 1961년 베를린 위기